# دانيال جي
دانيال جي (30 ديسمبر 1876 بسيدني في أستراليا - 16 يناير 1947) (بالإنجليزية: Daniel Gee)‏ هو لاعب كريكت أسترالي.

## وصلات خارجية
- دانيال جي على موقع إي آس بي آن كريك إنفو (الإنجليزية)